# Manuel Mondragón
Manuel Mondragón (Ixtlahuaca, 1859 – San Sebastián, 28 settembre 1922) è stato un generale messicano.
Artigliere, si laureò all'Eroico Collegio Militare nel 1880, di cui era professore, e progettò un cannone da 70 mm, una carabina e il cosiddetto Fucile Mondragón, il primo fucile semiautomatico della storia. Era il padre di Carmen Mondragón, meglio conosciuta come Nahui Olin.

## Biografia

### Porfiriato
Nella sua adolescenza entrò all'Eroico Collegio Militare di Chapultepec, dove si specializzò in armi di artiglieria. Terminati gli studi, lavorò negli stabilimenti di materiale bellico. Modificò il cannone da 75 mm. (francese), con il quale raggiunse un alto prestigio tecnico negli ambienti militari porfiriani. Perfezionò un fucile a ripetizione e una canna da 75 mm (St. Chamond 75 mm TR Mle 1915), entrambi francesi, che da allora sono stati conosciuti con il suo cognome.
Nel 1904 Mondragón scrisse il manuale Descrizione e uso degli strumenti per la preparazione e l'esecuzione del colpo, e nel 1910 Descrizione del materiale di fuoco rapido di 75 mm. Nel 1907 fu nominato Direttore del Dipartimento di Artiglieria. Formulò una bozza di legge organica per l'esercito, basata sul servizio militare obbligatorio, e come professore al Collegio Militare, nel 1910 scrisse un libro intitolato "Difesa delle coste". Era responsabile dell'artiglieria dei porti di Salina Cruz, nell'Oceano Pacifico, e di Puerto México (Coatzacoalcos) nel Golfo.
Nel 1907 brevettò il fucile a caricamento automatico Mondragón, che consentiva una velocità di fuoco fino a 60 colpi al minuto in modalità semiautomatica.
Come soldato nel regime porfiriano, combatté il movimento maderista. Nel settembre 1911 ottenne una licenza dall'esercito federale, ma nel 1913 fu di nuovo tra i suoi membri. Rientrato nell'esercito, partecipò con Gregorio Ruiz alla ribellione anti-maderista della Decade tragica.

### Rivoluzione
Insieme a Bernardo Reyes e Félix Díaz, iniziò la ribellione e il colpo di Stato contro Francisco Madero. Si alleò con Victoriano Huerta quando costrinse il presidente a dimettersi. Quando Victoriano Huerta assunse la presidenza del Messico per tradimento, fu nominato Segretario della Guerra e della Marina. Non durò a lungo in quella posizione, perché a giugno si dimise a causa delle accuse di politici della corrente huertista e dell'opinione pubblica di essere il colpevole dell'avanzata delle forze rivoluzionarie, a causa della sua incapacità e terribile pianificazione nella campagna contro di loro. Ci si chiedeva come fosse possibile che un gruppo di straccioni (rivoluzionari) avesse umiliato e messo in ginocchio l'esercito federale.

### Esilio
Di fronte a queste accuse, Victoriano Huerta lo espulse dal paese, credendo alle voci dei suoi ufficiali di un complotto per rovesciarlo. Andò in Spagna, dove il governo francese gli conferì la Legion d'onore. Il 26 novembre 1919, essendo in esilio ricevette la notizia che il suo figlioccio, il generale Felipe Ángeles era stato fucilato a Chihuahua, dopo essere stato sottoposto ad una corte marziale. Morì a San Sebastián nel 1922, non essendo mai tornato in Messico.
Nella storica soap opera messicana El volar del águila, è stato interpretato dall'attore Humberto Elizondo e nella serie messicana El Encanto del Águila dall'attore Erando González.